# Річард Матілонґ
Річард Матілонґ  (англ. Richard Mateelong, 14 жовтня 1983) — кенійський легкоатлет, олімпійський медаліст.

## Виступи на Олімпіадах
| Олімпіада  | Дисципліна | Місце |
| ---------- | ---------- | ----- |
| Пекін 2008 | стиплчез   | 3     |